# New Zealand Warriors
I New Zealand Warriors sono un club neozelandese di rugby a 13 di Auckland.
Fondati nel 1995 come Auckland Warriors e originariamente affiliati alla Australian Rugby League (prima squadra non australiana a essere inclusa in tale competizione), furono tra i club che diedero nel 1996 vita alla scissione della Super League, durata una sola stagione; dal 1997 militano in National Rugby League e dal 2001, dopo una crisi finanziaria, hanno la denominazione attuale.
Pur non avendo mai vinto la Lega, i Warriors vantano due finali di torneo, nel 2002 e nel 2011.
La squadra è anche la fornitrice del maggior numero di giocatori alla Nazionale neozelandese di rugby a 13.
I Warriors disputano i loro incontri interni al Mount Smart Stadium di Penrose, sobborgo di Auckland.
L'impianto, idoneo anche per incontri di rugby a 15 e calcio, ha una capacità di 30 000 spettatori.
Per esigenze di sponsorizzazione la squadra è nota anche con il nome di Vodafone Warriors.
Dal 1999, infatti, la nota multinazionale delle telecomunicazioni è lo sponsor principale della squadra, e vanta il diritto di naming fino a tutto il 2014.
I New Zealand Warriors sono una squadra professionistica di rugby a 13 di Auckland, Nuova Zelanda che gioca nel campionato della National Rugby League (NRL) ed è l'unica squadra fuori dall'Australia che gioca nel campionato. Essi erano precedentemente noti come gli Auckland Warriors, ufficialmente noti come i Vodafone Warriors per ragioni di sponsor. I Warriors sono allenati da Stephen Kearney e capitanati da Roger Tuivasa-Sheck. La squadra disputa i suoi incontri casalinghi al Mt Smart Stadium, a Penrose, un sobborgo di Auckland.
Per la stagione 1995 i recentemente formati Auckland Warriors divennero la prima squadra al di fuori dall'Australia a essere ammessa al campionato dell'Australian Rugby League nella sua espansione da 16 a 20 squadre. Come risultato della Guerra della Super League nella metà degli anni 90, Auckland lasciò l'ARL per giocare nel campionato della Super League del 1997, prima di unirsi alla neo-unificata NRL nell'anno successivo. La squadra si rinominò come i New Zealand Warriors nel 2001. In 21 stagioni i Warriors ebbero vinto una minor premiership (in 2002), raggiunto due grand final (2002 e 2011), raggiunto i play-off per sette volte, e fornito la maggior parte dei giocatori alla Nazionale di rugby a 13 della Nuova Zelanda.

## Storia

### La storia della candidatura
Il rugby a 13 era largamente centrato attorno ad Auckland sin dalla fondazione della New Zealand Rugby League nel 1909. Auckland produsse la massa della squadra nazionale per molti anni, e molti di essi giocarono in club australiani o britannici.
La squadra rappresentativa di Auckland era consistemente provedette avversari di massimo livello alle squadre in tour. Una squadra di Auckland venne ammessa alla campionato Amco Cup di metà settimana dell'ARL nel 1978. Nel primo anno, essa raggiunse le semifinali, e venne sconfitta dai vincitori del campionato, l'Eastern Suburbs. Essi rimasero in competizione fino all'inizio degli anni 80. Nel 1987 una squadra di Auckland fece un tour in Gran Bretagna e vinse contro il Leeds e il Wigan, due delle più forti squadre britanniche.
Nel 1988, incominciò una seria investigazione per una squadra di Auckland per entrare nel campionato della New South Wales Rugby League, principalmente incoraggiata dalla squadra di Mt Albert. Il 17 maggio 1992, l'annuncio che affermava l'entrata di una squadra con base ad Auckland nel campionato dell'Australian Rugby League, la Winfield Cup nel 1995, venne fatta. Questo seguì dei risultati molto buoni a un numero di partite di club della NSWRL giocate ad Auckland. La nuova squadra venne battezzata gli Auckland Warriors ed era gestita dall'Auckland Rugby League. I colori originali scelti erano blu, bianco, rosso e verde. Il blu e il bianco sono riconosciuti come i colori di Auckland, mentre il rosso e il verde erano i colori del primo sponsor dei Warriors, DB Bitter. Il logo originale venne disegnato da Francis Allan, di Colenso.

### 1995 la prima stagione
| Posizione  | Gio | Vin | Par | Per | Bye | Punti pro | Punti contro | Differenza punti |
| ---------- | --- | --- | --- | --- | --- | --------- | ------------ | ---------------- |
| 10 (su 20) | 22  | 13  | 0   | 9   | –   | 544       | 493          | +51              |

Il coach della nuova squadra era l'ex allenatore del Parramatta e del Wigan, John Monie. Un numero di giocatori esperti venne ingaggiato, tra cui Greg Alexander e Andy Platt. Il capitano Dean Bell fu un ingaggio di alta performance. Ex-giocatori di rugby a 15 come John Kirwan e Marc Ellis vennero ingaggiati anni più tardi.
Il primo anno dei Warriors nell'ARL fu il 1995. Il loro match di esordio fu contro i Brisbane Broncos nel 10 marzo del 1995 di fronte a 30.000 spettatori nel appena ri-allestito Mt Smart Stadium. I Warriors erano in vantaggio per 22-10 a un punto nel secondo tempo, ma tuttavia, i Broncos sconfissero la nuova squadra di 25-22.
Un record di media di spettatori in casa di 32.174 spettatori venne stabilito all'Ericsson Stadium nella sesta giornata della stagione 1995 dell'ARL, un record che non fu eguagliato fino alla prima giornata della stagione 2011 della NRL.
Ai Warriors vennero dedotti due punti del campionato per un errore di sostituzione. In un match contro i Western Suburbs, i Warriors usarono cinque riserve invece dei quattro consentiti. I Warriors vinsero senza problemi l'incontro, per 46–12. Questo errore ebbe conseguenze disastrose per la squadra, perché non riuscirono ad arrivare in finale per due punti del campionato. La stagione vide l'esordio della futura stella, Stacey Jones, che nel suo esordio segnò una meta nel match finito 40–4 contro il Parramatta a Sydney. Il più grande problema con la stagione fu la mancanza di consistenza, che é evidente con i Warriors ancora oggi, nonostante una scia di sei match vinti a tarda stagione. Fu osservato che quando i Warriors non stavano vincendo di 20 punti stavano perdendo di 20 punti.

### 1996
| Posizione  | Gio | Won | Drew | Lost | Bye | Punti Pro | Punti Contro | Differenza Punti |
| ---------- | --- | --- | ---- | ---- | --- | --------- | ------------ | ---------------- |
| 11 (su 20) | 21  | 10  | 0    | 11   | –   | 412       | 427          | −15              |

La stagione 1996 dell'Australian Rugby League potrebbe essere stata considerata come una migliore per i Warriors. I Warriors si trovarono a schierarsi Super League durante la guerra della Super League quando la New Zealand Rugby League firmò per partecipare al campionato ribelle. Essi rivendicarono la oro prima 'vittoria' sui Broncos nella prima giornata di campionato del quell'anno, dopo che tutti i club che firmarono con la Super League si accordarono per boicottare la prima giornata del campionato in protesta. I Warriors vinsero i due punti quando giocarono in trasferta a Brisbane con dei giocatori che non firmarono con la Super League, forzando i Broncos a dare forfait. 
Con quattro giornate rimaste, i Warriors erano al sesto posto in classifica, verso un posto per la fase finale. Essi in seguito persero quattro incontri per essere eliminati dalla fase finale. Gli unici punti positivi furono che i giovani talenti neozelandesi Stacey Jones e Joe Vagana ebbero delle superbe stagioni.

### Super League – 1997
| Posizione | Gio | Vin | Par | Per | Bye | Punti pro | Punti contro | Differenza punti |
| --------- | --- | --- | --- | --- | --- | --------- | ------------ | ---------------- |
| 7 (su 10) | 18  | 7   | 0   | 11  | –   | 332       | 406          | −74              |

I Warriors passarono la stagione 1997 disputando la Telstra Cup, del campionato ribelle Super League Nonostante il ridotto numero di squadre, essi non riuscirono a impressionare nel campionato. Monie fu rimpiazzato da Frank Endacott come coach a metà della stagione 1997. L'unico positivo fu la performance della squadra nel World Club Challenge. I Warriors sconfissero i giganti britannici Wigan e St Helens, e senza problemi vinsero contro il Warrington. I Warriors vennero eliminati in semifinale dai futuri campioni del Brisbane, finendo con un punteggio di 16–22.

### 1998
| Posizione  | Gio | Vin | Par | Per | Bye | Punti Pro | Punti Contro | Differenza punti |
| ---------- | --- | --- | --- | --- | --- | --------- | ------------ | ---------------- |
| 15 (su 20) | 24  | 9   | 0   | 15  | –   | 417       | 518          | −101             |

La prima stagione del campionato riformato vide un anno che vide pochi momenti salienti per il club. Era già apparente che il club aveva bisogno di un nuovo approccio e un nuovo atteggiamento. Erano tuttavia in una migliore situazione rispetto alle altre due squadre che si unirono alla competizione nel 1995.

### L'era di Tainui – 1999
| Posizione  | Gio | Vin | Par | Per | Bye | Punti Pro | Punti Contro | Differenza punti |
| ---------- | --- | --- | --- | --- | --- | --------- | ------------ | ---------------- |
| 11 (su 17) | 24  | 10  | 0   | 14  | –   | 538       | 498          | +40              |

L'ex Kiwi Mark Graham venne nominato allenatore nel 1999. Il club venne venduto a un consorzio che incluse l'ex-allenatore dei Kiwis Graham Lowe e la tribù Tainui. Il club deluse nuovamente in campo, ma un ultimatum a metà stagione vide un forte finale di stagione con la squadra vincendo cinque dei suoi ultimi sette incontri. I segni sembravano promettenti per il nuovo millennio.

### Caduta finanziaria e reinvenzione – 2000
Nella stagione 2000 della NRL, i Warriors poterono solamente finire penultimi. Questa stagione incluse la più grande sconfitta dei Warriors nella loro storia, 54–0 contro i Dragons a Wollongong. I problemi fuori campo offuscarono i problemi in campo. Gli azionisti di maggioranza erano sotto intensa pressione finanziaria, e il futuro della squadra stava sembrando squallido al meglio. Le risorse chiave del club vennero acquisite dal magnate degli affari Eric Watson. Questo non incluse i contratti dei giocatori, e molti giocatori vennero rilasciati e dovettero lottare per ottenere il denaro che a loro fu promesso. Ultimamente solo 10 giocatori della stagione 2000 vennero mantenuti.
Il club venne rinominato come New Zealand Warriors, con i nuovi colori nero e grigio – ricordando i colori sportivi nazionali. Il nuovo allenatore Daniel Anderson e il presidente Mick Watson si concentrarono su ingaggiare dei talenti sconosciuti dalla Nuova Zelanda. Ci furono solo sei australiani nella squadra del 2001, e solo tre giocatori fondator – Monty Betham, Stacey Jones e Logan Swann.

### Prima serie delle fasi finali – 2001
| Posizione | Gio | Vin | Par | Per | Bye | Punti Pro | Punti Contro | Differenza punti |
| --------- | --- | --- | --- | --- | --- | --------- | ------------ | ---------------- |
| 8 (su 14) | 26  | 12  | 2   | 12  | –   | 638       | 629          | +9               |

In una stagione dove i neo-rinominati New Zealand Warriors erano destinati a finire penultimi dietro ai North Queensland Cowboys, la squadra sorprese tutti, qualificandosi per la prima volta alle fasi finali nella stagione 2001 della NRL.
I Warriors erano coinvolti nella nona giornata in uno dei più grandi ritorni nella storia della NRL. Sotto di 24–8 contro i Bulldogs con meno di sei minuti rimanenti, i Warriors fecero tre mete, per poi non riuscire a vincere il match, mentre ironicamente Stacey Jones mancò il calcio più facile del match all'ultimo minuto.
Dopo uno sforzo a metà stagione, i Warriors sorpresero gli allora campioni della minor premiership, il Parramatta per 29–18 in casa, in quello che fu un match importante.
Allora, con la loro stagione in linea, la squadra vinse quattro partite di fila, incominciando con delle impressionanti vittorie in casa per 34–8, 30–0, e 14–8 contro i Bulldogs, i Sharks e i Roosters. I Warriors segnarono anche 24 punti non risposti nei quarti di finale per battere i Panthers per 48–32. La loro prima apparizione alle fasi finali fu segnata con un pareggio di 24–24 con i Melbourne Storm al Colonial Stadium (attualmente Etihad Stadium), ma gli effetti di questa partita si videro una settimana più tardi, mentre i Warriors vennero sconfitti per 30-18 in casa dai Cowboys, una vittoria che evitò al North Queensland di vincere il cucchiaio di legno.
Sulla strada per la loro prima presenza nella fase finale in assoluto, essi vennero sconfitti dai campioni della Minor Premiership, i Parramatta Eels per 56–12. La sconfitta fu all'epoca una delle più grandi nella storia della serie delle fasi finali, ma finalmente le cose sembrarono andare nella giusta direzione per i Warriors.

### Minor Premiership e Grand Final - 2002
| Posizione | Gio | Vin | Par | Per | Bye | Punti Pro | Punti Contro | Differenza punti |
| --------- | --- | --- | --- | --- | --- | --------- | ------------ | ---------------- |
| 1 (su 15) | 24  | 17  | 0   | 7   | 2   | 688       | 454          | +234             |

I Warriors raggiunsero il loro zenit nella stagione 2002 della NRL. Essi vinsero la Minor Premiership, finendo al primo posto alla conclusione della stagione regolare dopo che i Bulldogs persero 37 punti del campionato nella tarda stagione dovuto a delle severe infrazioni del tetto salariale. Il club giocò le prime fasi finali a essere giocate al di fuori dall'Australia al Mt Smart Stadium nella prima settimana della Finals Series. I Warriors ebbero sconfissero il Canberra per 36–20 dopo aver sopravvissuto a un timore iniziale.
Per la finale preliminare contro i Sharks al Telstra Stadium gli sponsor dei Warriors, come Vodafone New Zealand ed Eric Watson, comprarono 15.000 biglietti e li vendettero gratis a coloro che possedevano un passaporto neozelandese. Notevolmente, nel pubblico di 45.000 c'erano più tifosi dei Warriors che dei Sharks – il che è sorprendente, considerando che i Sharks sono un club con sede a Sydney. I Warriors vinsero per 16–10 con una famosa meta di John Carlaw segnata dopo essersi aggrappato a un preciso grubber di Stacey Jones.
La Grand Final contro i Sydney Roosters fu un match arduo per la prima ora. I Warriors erano in svantaggio per 2–6 all'intervallo, ma passarono il vantaggio took a lead appena dopo l'intervallo quando Jones segnò una grande meta della grand – mentre lasciò i difensori dispersi durante una sua corsa di 40 metri fino alla linea di meta. I Roosters corsero nel match negli ultimi 20 minuti dopo che il capitano Brad Fittler venne coinvolto in uno scontro con il pilone dei Warriors Richard Villasanti. Il punteggio finale fu un non molto lusinghiero 8–30.

### Di nuovo tra i primi otto – 2003
| Posizione | Gio | Vin | Par | Per | Bye | Punti pro | Punti contro | Differenza punti |
| --------- | --- | --- | --- | --- | --- | --------- | ------------ | ---------------- |
| 6 (su 15) | 24  | 15  | 0   | 9   | 2   | 545       | 510          | +35              |

Il 2003 fu un anno abbastanza di successo per i Warriors.
Dopo un primo vantaggio di 16–0 per poi perdere di 26–36 con i Newcastle Knights nella prima giornata, i Warriors si imbarcarono in una scia di cinque vittorie per proclamarsi i contendenti per la stagione. Tuttavia, i Warriors lottarono nelle fasi medie della stagione, si sforzarono a metà stagione, sprecando un vantaggio di 26–12 con otto minuti rimasti per perdere drammaticamente contro i Parramatta Eels per 28–26 al Parramatta Stadium. Ci fu anche un'insipida sconfitta di 10–30 a Townsville contro il North Queensland. Essi giocarono il loro primo match ai tempi supplementari, sconfiggendo il South Sydney per 31–30, recuperando da uno svantaggio di 6–24.
Dietro uno stile di gioco ispirato dal pilone Richard Villasanti, i Warriors si assicurarono il loro posto nei playoff, finalmente finendo sesti in differenza punti, una posizione pericolosa nella quale concludere, perché le squadre collocate al sesto posto vennero eliminate dopo la prima settimana dei playoff nelle prime tre stagioni.
Il loro primo match nelle fasi finali fu contro i Bulldogs al Sydney Showground (ora Spotless Stadium). I Warriors accesero una delle loro migliori performance in assoluto, sbalordendo i Bulldogs inizialmente per essere in vantaggio di 16–4 fino all'intervallo, e dopo che un ritorno dei Bulldogs pareggiò il punteggio a 16, segnando cinque mete in 16 minuti per battere i Bulldogs, finalmente vincendo per 48–22. L'ala Francis Meli segnò cinque mete, un record nelle fasi finali. Questo esortò Graham Lowe, un noto critico dei Warriors per dire che i Warriors vincerebbero la premiership. La settimana successiva, il calcio piazzato di Stacey Jones negli ultimi minuti fece vincere i Warriors contro i Canberra Raiders per 17–16. Essi tuttavia persero nella finale preliminare con i allora campioni, i Penrith Panthers, di 20–28. Fu una sconfitta deludente per i Warriors, che erano in svantaggio durante l'intero match, e sprecarono la loro possibilità all'inizio del secondo tempo per prendere il loro primo vantaggio, quando Henry Fa'afili perse la palla con la linea ampia aperta.

### Il peggior anno – 2004
| Posizione  | Gio | Vin | Par | Per | Bye | Punti Pro | Punti Contro | Differenza punti |
| ---------- | --- | --- | --- | --- | --- | --------- | ------------ | ---------------- |
| 14 (di 15) | 24  | 6   | 0   | 18  | 2   | 427       | 693          | −266             |

Prima dell'inizio della stagione 2004 della NRL, ci furono pronostici che prevedevano che Warriors avessero una stagione altamente di successo. Questi si provarono sbagliati, in quanto i Warriors solo riuscirono a vincere sei partite per finire ugualmente ultimi, evitando solamente il cucchiaio di legno avendo una differenza punti superiore a quella del South Sydney. L'allenatore Daniel Anderson diede le dimissioni dopo una sconfitta imbarazzante di 52 punti per mano dei Sydney Roosters. Il suo assistente Tony Kemp venne nominato primo allenatore, e nella sua prima partita a comando dei Warriors registrò un'emozionante vittoria di 20–14 contro il Canberra. Una settimana dopo, il primo match dei Warriors a Christchurch sin dal 1996 fu un flop, mentre i Warriors vennero schiacciati dai Wests Tigers di 4–50. La stagione si concluse con un'imbarazzante scia di sei sconfitte.
La gestione cercò di salvare un cattivo anno con alcuni ingaggi d'alto profilo. Vennero ingaggiati il capitano dei Bulldogs Steve Price, il capitano dei Kiwis Ruben Wiki, il mediano dei Cowboys Nathan Fien e l'ala dei Roosters Todd Byrne.

### La ricostruzione inizia – 2005
| Posizione  | Gio | Vin | Par | Per | Bye | Punti Pro | Punti Contro | Differenza punti |
| ---------- | --- | --- | --- | --- | --- | --------- | ------------ | ---------------- |
| 11 (di 15) | 24  | 10  | 0   | 14  | 2   | 515       | 528          | −13              |

La stagione 2005 fu un miglioramento sulle scene deludenti del 2004. La squadra rimase competitiva per tutti i suoi match, e la loro più grande perdita furono solo 18 punti. La squadra ebbe una buona possibilità per raggiungere la finale, tuttavia, una scia di quattro sconfitte a fine stagione rese vane queste speranze. La stagione fu tinta di tristezza, mentre venne annunciata l'ultima stagione del mediano Stacey Jones con il club prima di unirsi con il club Francese della Super League, i Catalans Dragons. Il suo ultimo match per la squadra contro il Manly al Brookvale Oval fu un buon modo di ritirarsi dalla squadra mentre segnò la meta decisiva con tre minuti rimasti in una vittoria di 22–20.
A fine stagione la struttura della squadra venne rivista. Il presidente Mick Watson si dimise e venne rimpiazzato da Wayne Scurrah. Tony Kemp venne licenziato come allenatore e il suo assistente coach Ivan Cleary lo rimpiazzò come allenatore.

### Il dramma del tetto salariale – 2006
| Posizione  | Gio | Vin | Par | Per | Bye | Punti Pro | Punti Contro | Differenza punti |
| ---------- | --- | --- | --- | --- | --- | --------- | ------------ | ---------------- |
| 10 (di 15) | 24  | 12  | 0   | 12  | 2   | 552       | 463          | +89              |

La stagione 2006 della NRL fu un cattivo inizio per il club. A febbraio, i Warriors vennero accusati di aver commesso delle maggiori infrazioni del tetto salariale nel 2005, seguendo gli ingaggi di alto profilo di Steve Price e Ruben Wiki. Il 27 febbraio la NRL annunciò che 4 punti campionato sarebbero sottratti alla squadra, che fu anche multata di A$430.000.
Anche prima della penalità con la quale i Warriors si aspettavano di lottare e essere pronosticati come vincitori del cucchiaio di legno in alcuni settori. Con la sottrazione di 4 punti, i Warriors vinsero il loro primo match della NRL al di fuori da Auckland, con una vittoria di 26–10 sui campioni in carica, i Wests Tigers, al Jade Stadium di Christchurch.
I Warriors finirono la stagione con una nota positiva, lasciando spazio all'ottimismo per il 2007 e oltre. Essi causarono discutibilmente l'upset della stagione, sconfiggendo i campioni della Minor Premiership, il Melbourne per 24–20 all'Olympic Park Stadium a Melbourne, impedendo allo Storm di passare la stagione regolare imbattuto sul terreno di casa.
Sorprendentemente, ai Warriors ci vollero 24 settimane per finire completamente fuori dalla contesa della fase finale. I Warriors finirono per vincere otto delle loro ultime dodici partite, inclusa una vittoria di 42–16 contro i Roosters nella venticinquesima giornata, che incluse quattro mete segnate da Jerome Ropati. Nel caso i Warriors non avessero subito la deduzione di quattro punti, essi sarebbero arrivati ottavi in classifica, e da allora avrebbero preso parte alla fase finale. Comunque, essi finirono decimi in classifica.
Ci furono diverse di rivelazioni nella squadra. L'estremo esordiente Grant Rovelli fu un giocatore imponente. L'ala Patrick Ah Van si cimentò in un punto di primo grado e sorprese molti spettatori con le sue prestazioni, mentre George Gatis e Nathan Fien erano ottimi tallonatori, e il trequarti centro Simon Mannering è stato uno dei più sorprendenti trequartisti dei Warriors.

### Ritorno alla fase finale – 2007
| Posizione | Gio | Vin | Par | Per | Bye | Punti Pro | Punti contro | Differenza punti |
| --------- | --- | --- | --- | --- | --- | --------- | ------------ | ---------------- |
| 4 (di 16) | 24  | 13  | 1   | 10  | 1   | 593       | 434          | +159             |

I Warriors complarono la loro pre-stagione con due vittorie su tre partite, battendo gli Auckland Lions di 64–4, perdendo con i North Queensland Cowboys di 32–14 e battendo i Canterbury Bulldogs per 36–6.
I Warriors finirono la stagione 2007 al quarto posto. La stagione ebbe inizio con una vittoria di 34–18 contro il Parramatta al Mt Smart Stadium. La settimana successiva, la squadra fece storia vincendo i loro primi due match della stagione di 24–14 contro i campioni in carica, i Brisbane Broncos –la prima volta che essi ebbero vinto i loro match d'apertura della stagione.
Dopo un buon inizio che vide la squadra al quarto posto con un record di vincite-perdite di 4–2, la squadra raggiunse un periodo di forma indifferente, cadendo in una scia di sei sconfitte seguendo una vittoria all'ultimo minuto contro il South Sydney. La squadra tornò in forma, battendo il Cronulla per 12–2 in cattive condizioni meteo al Toyota Park. In seguito a quella vittoria la squadra 9 su 12 partite, con un pareggio. I Warriors si assicurarono un posto nei playoff con una vittoria di 36–14 su una squadra indebolita del Manly, e riportò una finale in casa la settimana seguente, battendo i Penrith Panthers per 24–20 al CUA Stadium nella venticinquesima giornata.
I Warriors, in virtù di concludere la stagione regolare al quarto posto, vinse il diritto di ospitare una delle partite delle fasi finali nella prima settimana dei playoff. Tuttavia i Warriors a stento cedettero ai Parramatta Eels per 12–10 al Mount Smart Stadium, e la loro stagione finì con una deludente sconfitta di 12–49 loss contro i Cowboys a Townsville.
Il 30 maggio i Warriors ingaggiarono il trequarti centro degli Australian Kangaroos, Brent Tate dal 2008 al 2010 in quello che fu descritto come un "maggior successo" per il club neozelandese.

### Revitalizzazione a metà stagione – 2008
| Posizione | Gio | Vin | Par | Per | Bye | Punti pro | Punti contro | Differenza punti |
| --------- | --- | --- | --- | --- | --- | --------- | ------------ | ---------------- |
| 8 (di 16) | 24  | 13  | 0   | 11  | 2   | 502       | 567          | −65              |

La stagione 2008 non ebbe un inizio brillante per il club, perdendo Wade McKinnon per maggior parte dell'anno durante una sconfitta pre-stagione contro il Newcastle, e perdendo il capitano Steve Price per dieci settimane, insieme con degli infortuni ad altri giocatori chiave, tra cui Manu Vatuvei, Jerome Ropati e Michael Witt. La squadra rimase in contesa per maggior parte della stagione, anche se spesso ebbe delle cattive performance in trasferta, e subì la sua prima sconfitta contro il South Sydney (28–35) dal 1999, e arrivò a perdere di nuovo contro i Rabbitohs più tardi nella stagione (16–18). Nonostante i cattivi risultati in trasferta, la buona forma in casa e una rivitalizzazione ora comune nella seconda metà della stagione vide i Warriors arrivare tra i primi otto durante la seconda stagione in corso, incredibilmente nonostante avesse passato solo tre settimane tra i primi otto in tutta la stagione. Un ormeggio tra i primi otto venne garantito nell'ultima partita della stagione, quando i Warriors ebbero battuto i Parramatta Eels di 28–6 al Parramatta Stadium, segnando la prima volta dal 1995 che i Warriors ebbero vinto in trasferta contro il Parramatta.

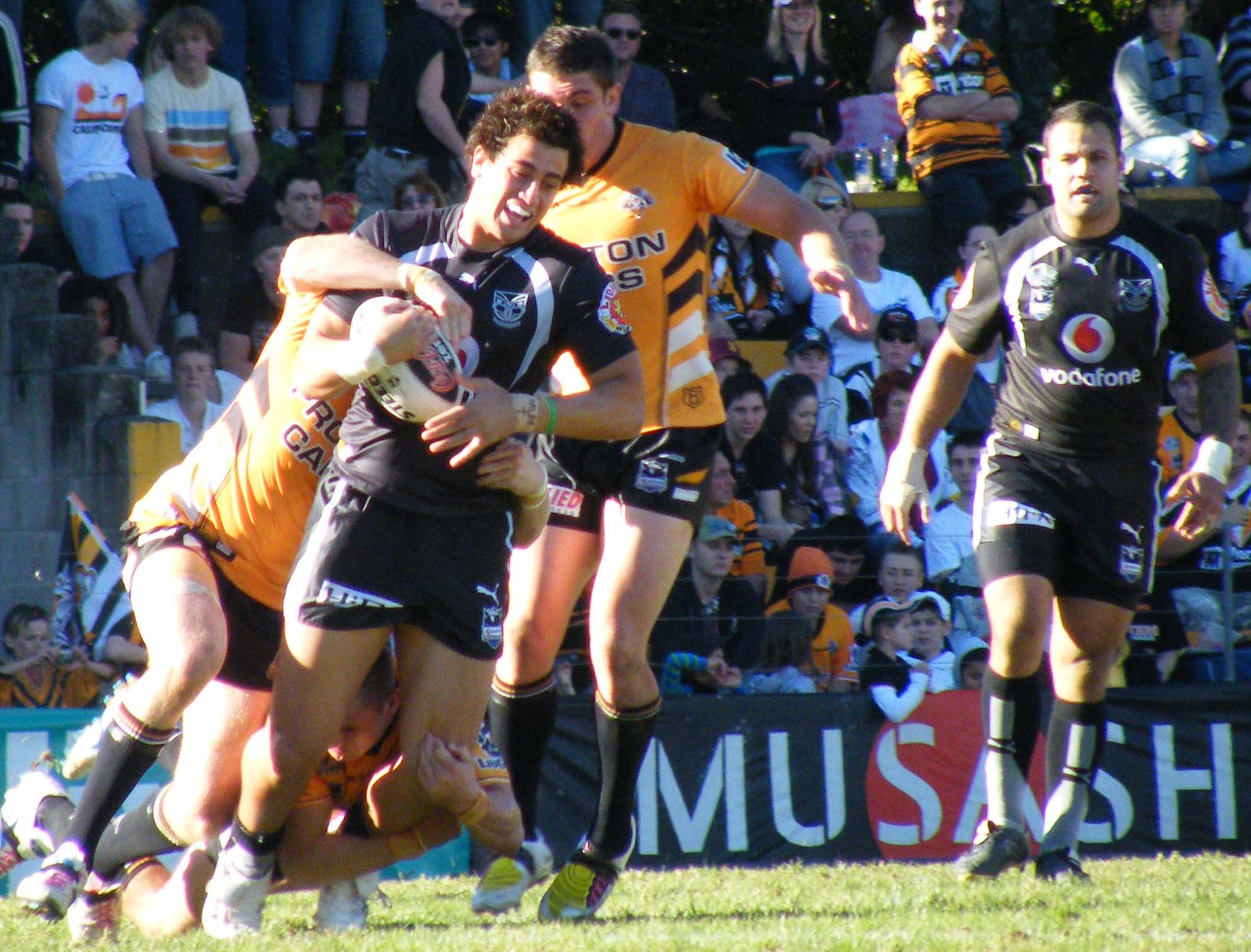
Ben Matulino e Evarn Tuimavave nella sedicesima giornata della stagione 2008 della NRL.

Con nulla da perdere nella prima settimana della fase finale, i Warriors causarono il più grande upset mai visto nella fase finale, e discutibilmente più grande vittoria nella storia del club, sconfiggendo il Melbourne Storm di 18–15 all'Olympic Park; diventando così, la prima squadra piazzata all'ottavo posto a battere i campioni della Minor Premiership, con Michael Witt segnando a due minuti dalla fine per assicurarsi la vittoria. Witt schernì il capitano del Melbourne, Cameron Smith, prima di piazzare la palla per la vittoria storica.
Nella seconda settimana dei playoff, i Warriors arrivarono da dietro per sconfiggere i Sydney Roosters di 30–13 al Mt. Smart Stadium. I Roosters erano in vantaggio di 13–6 prima dell'intervallo prima che un recupero al secondo tempo vide i Warriors segare ventiquattro punti non corrisposti per garantire ai Warriors un posto nelle fasi preliminari. Questa fu la prima volta dal 2003 che i Warriors raggiunsero la qualificazione in finale, e la terza in assoluto in 14 stagioni. Tuttavia, essi cedettero pesantemente davanti agli ispirati Manly Sea Eagles di 32–6.

### Una stagione di disappunto – 2009
| Posizione  | Gio | Vin | Par | Per | Bye | Punti pro | Punti contro | Differenza punti |
| ---------- | --- | --- | --- | --- | --- | --------- | ------------ | ---------------- |
| 14 (di 16) | 24  | 7   | 2   | 14  | 2   | 377       | 545          | −188             |

Il 2009 ebbe inizio con la perdita del giovane Sonny Fai, che annegò tragicamente alla spiaggia di Bethells Beach, nei pressi di Auckland. Egli nuotò verso un pericoloso frangente per salvare alcuni parenti, ma fu probabilmente risucchiato sotto una corrente di risacca. Quasi come se usando l'accaduto come un inibitore, i Warriors ebbero un anno deludente, nonostante avendo vinto le prime due giornate d'apertura contro i finalisti, i Parramatta Eels di 26–18 e i campioni in carica Manly Sea Eagles.
Dopo quelle grandi sconfitte, essi procedettero a vincere una cattiva media di 1 su 8 partite includendo un pareggio.
Tuttavia, essi riuscirono a battere i Wests Tigers di 14–0 e i Knights per 13–0 mantenendo entrambi gli avversari senza punti, ma fu il loro pessimo attacco che fece questionare ogni fan di rugby a 13, e ultimamente vide il club perdere i suoi tre match con punteggi pesanti. Essi sconfissero i Roosters per 30–24 al Sydney Football Stadium e i Raiders per 34–20 al Mt Smart Stadium. Ma alla fine, i Warriors persero i loro ultimi due incontri contro i Bulldogs nell'ultimo match in casa di Hazem El Masr [prima della fase finale] e finalmente finirono la loro stagione in una cattiva maniera perdendo di 0–30 con il futuro campione Melbourne Storm.

### Ritorno alla fase finale – 2010
| Posizione | Gio | Vin | Par | Per | Bye | Punti pro | Punti contro | Differenza punti |
| --------- | --- | --- | --- | --- | --- | --------- | ------------ | ---------------- |
| 5 (di 16) | 23  | 13  | 0   | 10  | 2   | 539       | 486          | +53              |

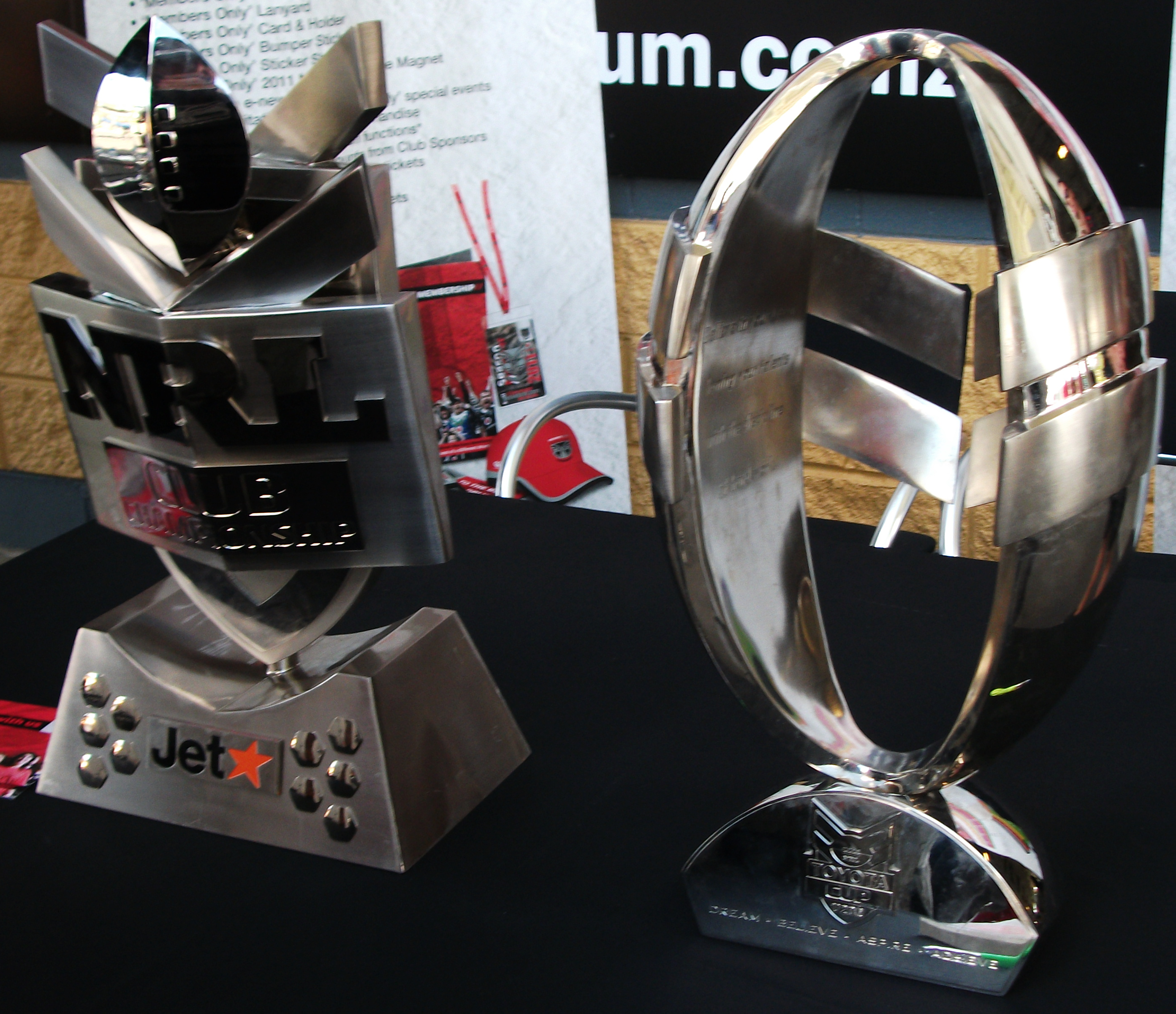
Il Club Championship (a sinistra) e la Toyota Cup (a destra), entrambe vinte nel 2010.

Le aspettative non erano alte per i Warriors nel 2010 dopo una deludente stagione 2009. I Warriors sostennero le loro scorte di giocatori nei ruoli di playmaker cardinale ingaggiando Brett Seymour dopo che egli fu tagliato fuori dal Cronulla e James Maloney dal Melbourne. In una delle loro senza dubbio migliori prestazioni, essi umiliarono i Brisbane Broncos per 48–16 al Suncorp Stadium nella terza giornata, con Maloney che pareggiò un record di club con 28 punti (3 mete e 8 calci piazzati). Kevin Locke segnò un hat-trick nella miracolosa vittoria di 20-18 dei Warriors riportata sui Sydney Roosters all'AMI Stadium di Christchurch, fuggendo a stento da un infortunio all'anca dopo una collisione ad alta velocità con i pali (mentre segnò la meta della vittoria). I Warriors vinsero cinque partite di fila per la prima volta sin dalla fine della stagione 2003 e finirono in quinta posizione nella stagione regolare. Essi vennero eliminati dalla fase finale nella prima settimana, perdendo contro i Gold Coast Titans.

### Un'altra Grand Final ma il titolo li elude – 2011
| Posizione | Gio | Vin | Par | Per | Bye | Punti pro | Punti contro | Differenza punti |
| --------- | --- | --- | --- | --- | --- | --------- | ------------ | ---------------- |
| 6 (di 16) | 24  | 14  | 0   | 10  | 2   | 504       | 393          | +111             |

I Warriors incominciarono la stagione 2011 con una partita storica all'Eden Park di Auckland, il primo match nella stagione regolare che il club giocò in casa fuori dal Mt Smart Stadium. Il match ebbe un pubblico in casa per i Warriors di 38.405 spettatori, tuttavia, i Warriors non riuscirono a ripagare il vasto pubblico con una vittoria in quanto vennero battuti per 24–18 dai Parramatta Eels. I Warriors arrivarono a perdere i loro due match seguenti e sembrava che i tifosi dei Warriors erano in un'altra stagione di delusioni. A loro credito i Warriors si ripresero ed erano in corsa per un posto tra i primi quattro in classifica a fine stagione ma finirono al sesto posto. A metà stagione, l'allenatore Ivan Cleary venne ingaggiato dai Penrith Panthers e venne nominato come loro allenatore per la stagione 2012. Cleary rimase come allenatore per il resto della stagione 2011 e Brian McClennan venne nominato come suo successore per la stagione 2012. Uno dei momenti salienti della stagione fu la scoperta del giovane estremo Shaun Johnson che svolse un ruolo chiave mentre i Warriors arrivarono vicini alla serie delle fasi finali del 2011.
La settimana della serie delle fasi finali, i Warriors wennero battuti per 40–10 dai Brisbane Broncos. Altri risultati furono a favore dei Warriors ed essi erano fortunati a progredire alla settimana due delle fasi finali in cui incontrerebbero i Wests Tigers, che ebbero completato la loro nona vittoria di fila. Era aspettato che i Tigers fossero in vantaggio, tuttavia, un brillante recupero dei Warriors al secondo tempo culminò in una tardiva e controversa meta di Krisnan Inu, che vide i Warriors vincere di 22–20 e avere il diritto di giocare contro il Melbourne Storm per un posto in finale.
I Warriors viaggiarono a Melbourne come sfavoriti ma divenne poi quella che è considerata come una delle più complete performance nella storia del club. I Warriors avevano il controllo del match e sigillarono la sorte del Melbourne Storm con Shaun Johnson ipnotizzando la difesa dello Storm per mandare Lewis Brown a fare la meta che qualificherebbe i Warriors per la loro seconda finale in assoluto, dove giocherebbero contro i Manly Sea Eagles.
I Warriors incomincerebbero il match di nuovo come sfavoriti e con una squadra che vanta solo tre giocatori che disputarono precedentemente una finale (il Manly dall'altra parte poteva vantare il loro coach e otto giocatori che vinsero il campionato della NRL del 2008 con il club e un altro che vinse un campionato nel 2003 contro il Penrith). La caratteristica principale fu la difesa pesante da entrambe le squadre finché i Warriors aprirono il punteggio con una punizione segnata da James Maloney al 28' minuto, ma poco più di un minuto dopo la ripresa, un errore in difesa vide il prolifico segnatore di mete Brett Stewart segnare la prima meta. Appena prima dell'intervallo, i Warriors allora erano sfortunati da non aver ricevuto una punizione per ostruzione nel vantaggio fino alla seconda meta del Manly che li vide andare agli spogliatoi dopo il 12–2. Un'ulteriore meta segnata dal vincitore della Clive Churchill Medal Glenn Stewart al 57º minuto vide il vantaggio del Manly a 18–2. I Warriors tuttavia si rifiutarono di arrendersi, e artigliarono la loro strada con le mete segnate da Manu Vatuvei ed Elijah Taylor al 63º e al 68º minuto, rispettivamente. Sfortunatamente Maloney mancò due trasformazioni che avrebbero portato il punteggio a 18–14, ma una meta effettuata dal capitano del Manly, Jamie Lyon con solo un minuto rimanente mise il punteggio oltre dubbio mentre i Warriors vennero battuti dal Manly per 24–10 – e il loro sforzo a raggiungere appena la loro seconda finale in assoluto (e la loro prima in nove anni) fu un trionfo per il club e per l'allenatore in partenza Ivan Cleary, ottenendo le lodi dalla NRL.
Il 2011 fu una stagione di successo per i New Zealand Warriors, con tutte le tre categorie raggiungendo la finale. La squadra di NYC del club sconfisse i North Queensland Cowboys per 31–30 nei tempi supplementari golden point nella finale del NYC vincendo il loro secondo campionato, mentre la squadra affiliata della NSW Cup, gli Auckland Vulcans vennero sconfitti per 30–28 dopo aver concesso una meta segnata all'ultimo minuto dal Canterbury-Bankstown nella finale di NSW Cup.

### I Warriors appassiscono sotto Bluey – 2012
| Posizione  | Gio | Vin | Par | Per | Bye | Punti pro | Punti contro | Differenza punti |
| ---------- | --- | --- | --- | --- | --- | --------- | ------------ | ---------------- |
| 14 (di 16) | 24  | 8   | 0   | 16  | 2   | 497       | 609          | −112             |

Il 2012 doveva promettere così tanto perché i Warriors seguissero la loro apparizione nella finale nel 2011. Un nuovo coach con una scia da record di successo come Brian 'Bluey' McClennan, una squadra stabile e un forte sostegno del pubblico indicò che il 2012 avrebbe potuto essere l'anno in cui finalmente potessero rompere il loro digiuno di campionati. La stagione incominciò di nuovo con un match casalingo giocato all'Eden Park, con un pubblico di 37.502 spettatori testimoniando la sconfitta dei Warriors di 20–26 per mano del Manly in una rivincita della finale. Il match fu probabilmente un'indicazione delle cose veniture, con i Warriors con forti prestazioni in attacco ma delusi da una difesa debole in fasi cruciali che ultimamente costò loro il match.
Da quel punto la stagione non migliorò molto, con i Warriors non riuscendo ad avere una forma di consistenza per tutta la stagione. C'erano stati molti alti, come la loro vittoria di 44–22 contro i Rabbitohs, ma questi vennero superati da profondi bassi. La loro stagione è meglio riassunta da uno scarso mese tra le giornate 20 e 23. I Warriors si arresero in vantaggi di 19- e 18-0 e persero (una prima volta nella storia del gioco), prima di perdere 97 punti nelle loro due sconfitte successive. Essi persero nel processo ogni somiglianza di una squadra di rugby a 13 di qualità.
Gli infortuni non furono gentili con i Warriors, con la squadra usando 29 giocatori nel corso della stagione – la seconda più alta di ogni squadra della NRL. La stagione dei Warriors si disfece nelle ultime giornate. Finalmente Brian McClennan fu licenziato con tre giornate rimanenti, con l'assistente allenatore Tony Iro prendendo il comando per le ultime due giornate. Il cambio di coach tuttavia non risultò in un cambio di fortuna, perché i Warriors zoppicarono nella stagione con una scia di otto sconfitte di fila – un record di squadra.
In seguito a una lunga ricerca per un nuovo coach, venne nominato come allenatore l'ex-allenatore del Penrith e del Canberra Matthew Elliot nell'ottobre del 2012.

### Un anno sotto Matt Elliott – 2013
| Posizione  | Gio | Vin | Par | Per | Bye | Punti pro | Punti contro | Differenza punti |
| ---------- | --- | --- | --- | --- | --- | --------- | ------------ | ---------------- |
| 11 (di 16) | 24  | 11  | 0   | 13  | 2   | 495       | 554          | −59              |

Un altro orrendo inizio per i Warriors nel 2013 mentre essi vinsero solo 2 delle loro prime 10 partite. I Warriors tornarono alla contesa per la fase finale vincendo 7 partite su 8 inclusa una vittoria 56–18 contro i Brisbane Broncos a Brisbane. Mentre la fase finale si avvicinava i Warriors finirono con sole due 2 vittorie dalle loro 6 partite rimaste per vederli finire la stagione all'undicesimo posto. Nella decima giornate, il 18 maggio i Warriors persero per 6–62 ai Penrith Panthers che fu la loro più grande sconfitta nella storia della squadra. Il capitano Simon Mannering vinse il premio di Giocatore dell'anno della squadra e Ngani Laumape vinse il premio di Debuttante dell'anno.

## Maglie

Divise primarie dei Warriors
1995–1996, 2019
1997–1999
2000
2001–2002
2003–2005
2006–2008
2009–2011
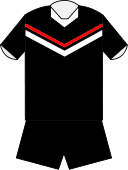
2012–2018 (Casa)
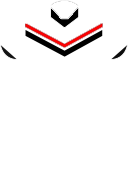
2012–2018 (Trasferta)

## Squadra 2018

### Giocatori
- Bunny Afoa - seconda linea, pilone
- Blake Ayshford - centro, ala
- Gerard Beale - centro, ala, estremo
- James Bell - seconda linea, terza linea
- Adam Blair (vice-capitano) - pilone, terza linea
- Sam Cook - mediano di mischia, tallonatore
- David Fusitu'a - ala, centro
- James Gavet - pilone
- Anthony Gelling - centro, ala
- Blake Green - mediano d'apertura
- Peta Hiku - centro, ala, estremo
- Shaun Johnson (calciatore) - mediano di mischia
- Solomone Kata - centro
- Karl Lawton - tallonatore, mediano d'apertura
- Mason Lino (calciatore) - mediano di mischia, mediano d'apertura
- Sam Lisione - pilone
- Isaac Luke (calciatore) - pilone
- Simon Mannering (vice capitano) - terza linea, seconda linea
- Ken Maumalo - ala
- Chearnze Nicoll-Klokstad - ala, centro
- Agnatius Paasi - pilone
- Isaiah Papali'i - seconda linea, pilone
- Junior Pauga - centro, ala
- Leivaha Pulu - seconda linea
- Nathaniel Roache - tallonatore, mediano di mischia
- Ligi Sao - pilone, terza linea
- Tevita Satae - pilone
- Jazz Tevaga - tallonatore, terza linea
- Roger Tuivasa-Sheck (capitano) - estremo, ala
- Joseph Vuna - seoonda linea, centro

### Allenatori
- Stephen Kearney - allenatore

Assistenti allenatori
- Stacey Jones
- Andrew McFadden
- Tony Iro

## Record individuali
* indica i giocatori ancora in attività

### Giocatori dell'anno
| Year | Player               |
| ---- | -------------------- |
| 2017 | *Roger Tuivasa-Sheck |
| 2016 | *Simon Mannering     |
| 2015 | Ben Matulino         |
| 2014 | *Simon Mannering     |
| 2013 | *Simon Mannering     |
| 2012 | *Ben Matulino        |
| 2011 | *Simon Mannering     |
| 2010 | Manu Vatuvei         |
| 2009 | Micheal Luck         |
| 2008 | *Simon Mannering     |
| 2007 | Steve Price          |
| 2006 | Steve Price          |
| 2005 | Ruben Wiki           |
| 2004 | Wairangi Koopu       |
| 2003 | Francis Meli         |
| 2002 | Ali Lauiti'iti       |
| 2001 | Jerry SeuSeu         |
| 2000 | Robert Mears         |
| 1999 | Jason Death          |
| 1998 | Joe Vagana           |
| 1997 | Stacey Jones         |
| 1996 | Stephen Kearney      |
| 1995 | Tea Ropati           |

### Più partite
| Partite | Giocatore       | Carriera            |
| ------- | --------------- | ------------------- |
| 283*    | Simon Mannering | 2005 – attuale      |
| 261     | Stacey Jones    | 1995–2005, 2009     |
| 226     | Manu Vatuvei    | 2004 – luglio, 2017 |
| 195     | Logan Swann     | 1997–2008           |
| 185     | Lance Hohaia    | 2002–2011           |

### Più mete
| Mete | Giocatore       | Carriera          |
| ---- | --------------- | ----------------- |
| 152  | Manu Vatuvei    | 2004 – July, 2017 |
| 82   | Stacey Jones    | 1995–2005, 2009   |
| 61*  | Simon Mannering | 2005 – attuale    |
| 60   | Francis Meli    | 1998–2005         |
| 60*  | Shaun Johnson   | 2011 – attuale    |
| 57   | Clinton Toopi   | 1999–2006         |
| 57   | Lance Hohaia    | 2002–2011         |